# La historia de Genji (película de 1951)
La historia de Genji (源氏物語 Genji Monogatari?) es una película dramática japonesa de 1951 dirigida por Kōzaburō Yoshimura. Está basada en la novela clásica de principios del siglo XI, Genji Monogatari, atribuida a Murasaki Shikibu. La película fue adaptada de forma más moderna por el guionista y futuro director Kaneto Shindō.

## Sinopsis
Siglo XI, período Heian. Bajo el reinado del emperador Heian, Genji, el hijo del emperador, ha ganado renombre entre la nobleza de Kioto por su encanto y buena apariencia, tiene una aventura con una de las esposas de su padre, de la que nace un niño. Genji se exilia y, aunque atraviesa momentos difíciles, también es el favorito de las damas. De regreso a la capital, el príncipe Genji pronto es nombrado ministro por su hijo, que se ha convertido en emperador. Descubrirá el vínculo familiar que los une...

## Elenco
- Kazuo Hasegawa como Hikaru Genji
- Michiyo Kogure como Fujitsubo
- Machiko Kyō como Awaji no ue
- Nobuko Otowa como Murasaki no ue
- Mitsuko Mito como Aoi no ue
- Yuji Hori como Yoshinari
- Denjirō Ōkōchi como Takuma nyudo
- Chieko Soma como Kiritsubo
- Yumiko Hasegawa como Oborozukiyo no kimi
- Chieko Higashiyama como Kobiden
- Osamu Takizawa como Kiritsubo gomon
- Kentaro Honma como Kashira
- Yuriko Hanabusa como la madre de Kiritsubo
- Hisako Takihana como monja
- Taiji Tonoyama como sacerdote

## Estreno y legado
La película se estrenó en Japón el 2 de noviembre de 1951 y se proyectó en competición en el Festival Internacional de Cine de Cannes de 1952. Donde ganó el premio de fotografía y composición plástica para Kōhei Sugiyama e Hiroshi Mizutani.
Posteriormente se proyectó en una retrospectiva de 2012 sobre Kaneto Shindō y Kōzaburō Yoshimura en Londres, organizada por el British Film Institute y la Fundación Japón.

## Análisis
Después de señalar el renacimiento del género conocido como bunga eiga (adaptaciones a la gran pantalla de grandes obras literarias) alrededor de la década de 1950, el crítico de cine Donald Richie también señala que «la transformación de la literatura en cine conduce invariablemente a la reinterpretación. El romance de Genji (...) refleja su propia época tanto como la de Shikibu Murasaki. La película, de Kōzaburō Yoshimura, se filmó apenas un año antes del final de la ocupación, y vemos a un Japón en proceso de redefinirse. Las escenas tienen claramente un sabor de mediados del siglo XX. Las damas de la corte descuidan sus lecciones de caligrafía y corren, como groupies, hacia las puertas para ver pasar al sexy Genji. (...) La propia Lady Murasaki está interpretada por Nobuko Otowa, la quintaesencia de la chica moderna de los años cincuenta». 
La historia El cuento de Genji también se adaptó a una película animada: El romance de Genji de Gisaburō Sugii, estrenada en 1987.